# Faktorgruppe
Die Faktorgruppe oder Quotientengruppe ist eine Gruppe, die mittels einer Standardkonstruktion aus einer gegebenen Gruppe {\displaystyle G} unter Zuhilfenahme eines Normalteilers {\displaystyle N\trianglelefteq G} gebildet wird. Sie wird mit {\displaystyle G/N} bezeichnet und ist die Menge der Nebenklassen.

## Konstruktion
Die Elemente von {\displaystyle G/N} sind die Nebenklassen bezüglich {\displaystyle N}, also
{\displaystyle G/N:=\{gN:g\in G\}}.
Die innere Verknüpfung {\displaystyle \circ \colon G/N\times G/N\rightarrow G/N} wird definiert als 
{\displaystyle (gN)\circ (hN):=(gh)N}.
Man kann mit Hilfe der Normalteilereigenschaft von {\displaystyle N} zeigen, dass diese Verknüpfung wohldefiniert ist und dass {\displaystyle (G/N,\circ )} eine Gruppe ist. Diese Gruppe heißt Faktorgruppe von {\displaystyle G} nach {\displaystyle N}. Das neutrale Element von {\displaystyle G/N} ist {\displaystyle N} und das zu {\displaystyle gN} inverse Element ist durch {\displaystyle g^{-1}N} gegeben. 
Das Produkt {\displaystyle (gN)\circ (hN)=(gh)N} stimmt mit dem Komplexprodukt {\displaystyle (gN)\cdot (hN)} überein. Umgekehrt kann man zeigen, dass eine Untergruppe {\displaystyle U} einer Gruppe {\displaystyle (G,\cdot )} ein Normalteiler ist, wenn für alle {\displaystyle g,h\in G} die Gleichheit {\displaystyle (gU)\cdot (hU)=(gh)U} gilt.
In abelschen Gruppen ist jede Untergruppe Normalteiler. Somit lässt sich dort nach jeder Untergruppe die Faktorgruppe bilden, welche dann wiederum abelsch ist.
Die Ordnung der Faktorgruppe {\displaystyle G/N} ist gerade die Anzahl der Nebenklassen von {\displaystyle N}. Diese Anzahl wird Index von {\displaystyle N} in {\displaystyle G} genannt und mit {\displaystyle (G:N)} bezeichnet. Ist {\displaystyle G} eine endliche Gruppe, so gilt nach dem Satz von Lagrange {\displaystyle (G:N)=|G/N|={\tfrac {|G|}{|N|}}}.

## Beispiele

### Jede Gruppe
Jede Gruppe kann als Faktorgruppe aufgefasst werden, denn für jede Gruppe {\displaystyle G} ist {\displaystyle \{e\}\trianglelefteq G} ein Normalteiler und es gilt {\displaystyle G\cong G/\{e\}}.

### Beispiel ℤ6
Sei {\displaystyle \mathbb {Z} } die Gruppe der ganzen Zahlen mit der Addition als Gruppenoperation und sei {\displaystyle 6\mathbb {Z} } die Untergruppe von {\displaystyle \mathbb {Z} }, die aus allen Vielfachen von 6 besteht. Die Gruppe {\displaystyle \mathbb {Z} } ist abelsch und somit ist jede Untergruppe ein Normalteiler. Die Faktorgruppe {\displaystyle \mathbb {Z} /6\mathbb {Z} } besteht nun als Restklassengruppe aus allen Nebenklassen der Untergruppe {\displaystyle 6\mathbb {Z} }, diese sind:
{\displaystyle 6\mathbb {Z} +0=\{\dotsc ,-18,-12,-6,0,6,12,18,\dotsc \}}
{\displaystyle 6\mathbb {Z} +1=\{\dotsc ,-17,-11,-5,1,7,13,19,\dotsc \}}
{\displaystyle 6\mathbb {Z} +2=\{\dotsc ,-16,-10,-4,2,8,14,20,\dotsc \}}
{\displaystyle 6\mathbb {Z} +3=\{\dotsc ,-15,-9,-3,3,9,15,21,\dotsc \}}
{\displaystyle 6\mathbb {Z} +4=\{\dotsc ,-14,-8,-2,4,10,16,22,\dotsc \}}
{\displaystyle 6\mathbb {Z} +5=\{\dotsc ,-13,-7,-1,5,11,17,23,\dotsc \}}
Dies sind alle Nebenklassen von {\displaystyle 6\mathbb {Z} }, wie man leicht sehen kann, da sie die Gruppe {\displaystyle \mathbb {Z} } partitionieren und {\displaystyle 6\mathbb {Z} +6=6\mathbb {Z} +0}, {\displaystyle 6\mathbb {Z} +7=6\mathbb {Z} +1}, {\displaystyle 6\mathbb {Z} +8=6\mathbb {Z} +2} und so weiter. Da die Operation in {\displaystyle \mathbb {Z} } die Addition ist, nennt man die Addition der Nebenklassen auch Addition und es gilt beispielsweise {\displaystyle (6\mathbb {Z} +3)+(6\mathbb {Z} +4)=6\mathbb {Z} +7=6\mathbb {Z} +1}. 
Schreibt man abkürzend 
{\displaystyle [0]=6\mathbb {Z} +0},   {\displaystyle [1]=6\mathbb {Z} +1},   {\displaystyle [2]=6\mathbb {Z} +2},   {\displaystyle [3]=6\mathbb {Z} +3},   {\displaystyle [4]=6\mathbb {Z} +4},   {\displaystyle [5]=6\mathbb {Z} +5},
so besteht {\displaystyle \mathbb {Z} /6\mathbb {Z} } aus den 6 Elementen {\displaystyle [0],[1],[2],[3],[4],[5]} und ergibt sich folgende Verknüpfungstabelle für die Faktorgruppe {\displaystyle \mathbb {Z} _{6}}
| {\displaystyle +}   | {\displaystyle [0]} | {\displaystyle [1]} | {\displaystyle [2]} | {\displaystyle [3]} | {\displaystyle [4]} | {\displaystyle [5]} |
| ------------------- | ------------------- | ------------------- | ------------------- | ------------------- | ------------------- | ------------------- |
| {\displaystyle [0]} | {\displaystyle [0]} | {\displaystyle [1]} | {\displaystyle [2]} | {\displaystyle [3]} | {\displaystyle [4]} | {\displaystyle [5]} |
| {\displaystyle [1]} | {\displaystyle [1]} | {\displaystyle [2]} | {\displaystyle [3]} | {\displaystyle [4]} | {\displaystyle [5]} | {\displaystyle [0]} |
| {\displaystyle [2]} | {\displaystyle [2]} | {\displaystyle [3]} | {\displaystyle [4]} | {\displaystyle [5]} | {\displaystyle [0]} | {\displaystyle [1]} |
| {\displaystyle [3]} | {\displaystyle [3]} | {\displaystyle [4]} | {\displaystyle [5]} | {\displaystyle [0]} | {\displaystyle [1]} | {\displaystyle [2]} |
| {\displaystyle [4]} | {\displaystyle [4]} | {\displaystyle [5]} | {\displaystyle [0]} | {\displaystyle [1]} | {\displaystyle [2]} | {\displaystyle [3]} |
| {\displaystyle [5]} | {\displaystyle [5]} | {\displaystyle [0]} | {\displaystyle [1]} | {\displaystyle [2]} | {\displaystyle [3]} | {\displaystyle [4]} |

Damit hat man ein Verfahren, mit dem man Untergruppen wie {\displaystyle \mathbb {Z} _{6}} konstruieren kann.

### Restklassengruppe der additiven Gruppe der ganzen Zahlen
Das vorhergehende Beispiel lässt sich verallgemeinern: Für jedes {\displaystyle n\in \mathbb {N} } ist {\displaystyle (n\mathbb {Z} ,+)} eine Untergruppe der abelschen Gruppe {\displaystyle (\mathbb {Z} ,+)}, also insbesondere ein Normalteiler. Die Faktorgruppe {\displaystyle \mathbb {Z} /n\mathbb {Z} } wird Restklassengruppe modulo {\displaystyle n} genannt und kurz mit {\displaystyle \mathbb {Z} _{n}} bezeichnet. Sie hat genau {\displaystyle n} Elemente.   
Ihre Elemente werden als 
{\displaystyle [k]_{n}:=[k]:=k+n\mathbb {Z} =\{k+m\ :\ m\in n\mathbb {Z} \}=\{k+nz\ :\ z\in \mathbb {Z} \}}
geschrieben und heißen Kongruenzklassen bezüglich der Addition modulo {\displaystyle n}. Es ist also
{\displaystyle \mathbb {Z} /n\mathbb {Z} =\{[0],[1],\ldots ,[n-1]\}}.
Die innere Verknüpfung von {\displaystyle \mathbb {Z} /n\mathbb {Z} } wird üblicherweise wieder mit {\displaystyle +} bezeichnet. In {\displaystyle \mathbb {Z} /5\mathbb {Z} } gilt beispielsweise
{\displaystyle \ [3]_{5}+[4]_{5}=[3]+[4]=[2]=[2]_{5}},
da {\displaystyle 3+4=7=2+5}, also {\displaystyle (3+4)+5\mathbb {Z} =2+5\mathbb {Z} }.

### Faktorgruppe nach Kernen von Homomorphismen
Seien {\displaystyle G} und {\displaystyle H} zwei Gruppen und {\displaystyle \varphi :G\rightarrow H} ein Gruppenhomomorphismus. Dann ist der Kern von {\displaystyle \varphi }  ein Normalteiler von {\displaystyle G} und daher kann die Faktorgruppe {\displaystyle G/\ker \varphi } gebildet werden. Nach dem Homomorphiesatz für Gruppen ist diese Faktorgruppe isomorph zum  Bild von {\displaystyle \varphi }, das eine Untergruppe von {\displaystyle H} ist.

## Universelle Eigenschaft der Faktorgruppe
Ist {\displaystyle H} ein Normalteiler von {\displaystyle G}, dann ist die Abbildung {\displaystyle \pi \colon G\rightarrow G/H} mit {\displaystyle g\mapsto gH} mit Kern {\displaystyle H} ein Epimorphismus, also ein surjektiver Homomorphismus. Die universelle Eigenschaft besagt nun, dass zu jedem Gruppenhomomorphismus {\displaystyle \varphi \colon G\rightarrow G'} mit {\displaystyle H\subseteq \ker(\varphi )} genau ein Gruppenhomomorphismus {\displaystyle \varphi '\colon G/H\rightarrow G'} mit {\displaystyle \varphi =\varphi '\circ \pi } existiert. 
Beispiel: Sei {\displaystyle \pi \colon \mathbb {Z} \rightarrow \mathbb {Z} /6\mathbb {Z} } die natürliche Projektion der ganzen Zahlen auf die Restklassengruppe modulo 6. Sei {\displaystyle \varphi \colon \mathbb {Z} \rightarrow \mathbb {Z} /3\mathbb {Z} } Gruppenhomomorphismus. 
Dann liegt {\displaystyle 6\mathbb {Z} } im Kern von {\displaystyle \varphi } und {\displaystyle \varphi '\colon \mathbb {Z} /6\mathbb {Z} \rightarrow \mathbb {Z} /3\mathbb {Z} } ergibt sich zu:
{\displaystyle \varphi '([0]_{6})=[0]_{3}}
{\displaystyle \varphi '([1]_{6})=[1]_{3}}
{\displaystyle \varphi '([2]_{6})=[2]_{3}}
{\displaystyle \varphi '([3]_{6})=[0]_{3}}
{\displaystyle \varphi '([4]_{6})=[1]_{3}}
{\displaystyle \varphi '([5]_{6})=[2]_{3}}.

## Konstruktion von Gruppen
Durch den Übergang zur Faktorgruppe erreicht man, dass sämtliche Elemente des Normalteilers auf das neutrale Element abgebildet werden. Dadurch kann man das Bestehen gewisser Identitäten erzwingen.

### Kommutatorgruppe
Die von allen Kommutatoren erzeugte Gruppe {\displaystyle [G,G]} ist ein Normalteiler der Gruppe {\displaystyle G}. In der Faktorgruppe {\displaystyle G/[G,G]} werden daher alle Kommutatoren trivial, das heißt die Faktorgruppe ist abelsch. Man nennt dies die Abelisierung der Gruppe.

### Relationen
Allgemeiner kann man das Bestehen beliebiger Gleichungen (Relationen) in einer Gruppe erzwingen. Kommen in den gewünschten Gleichungen Elemente {\displaystyle x_{1},\ldots ,x_{n}} vor, so betrachte in der freien Gruppe {\displaystyle F_{n}} über {\displaystyle n} Elementen den kleinsten Normalteiler {\displaystyle N}, der alle Ausdrücke in {\displaystyle x_{1},\ldots ,x_{n}} enthält, die gleich dem neutralen Element sein sollen. Die Faktorgruppe {\displaystyle F_{n}/N} leistet das Verlangte. Genaueres entnehme man dem Artikel "Präsentation einer Gruppe".